# Therezinha Lins de Albuquerque
Therezinha Lins de Albuquerque,  (Recife,1926) foi uma pedagoga pernambucana reconhecida por destacar a importância da psicologia, num aspecto global e preventivo, no âmbito escolar.
Foi a décima segunda filha de uma família de quinze irmãos. Formou-se em Pedagogia, em 1949, na primeira turma deste curso ofertado pela Faculdade de Filosofia do Recife, local onde conviveu com pessoas proeminentes da educação recifense, dente elas: Anita Paes Barreto e Noêmia Varela.

## Contato com a Psicologia
Em 1951, transferiu-se com a família para a cidade do Rio de Janeiro e, em 1952, é apresentada por Noêmia Varela a Elisa Dias Velloso, à época, diretora do Centro de Orientação Juvenil (COJ) tornando-se estagiária da instituição e, posteriormente, sendo promovida a técnica de educação.
É no COJ que Therezinha entra em contato com a Psicologia, onde atende adolescentes em diagnóstico psicológico e psicoterapia. Na ocasião, o COJ era a única instituição do Distrito Federal que atendia gratuitamente adolescentes e suas famílias. Tinha como finalidade básica a formação e preparação de pessoal técnico especializado para todo o Brasil.
Em 1955, Therezinha retorna ao Instituto Nacional de Estudos e Pesquisas Educacionais Anísio Teixeira (INEP) e, a pedido de seu diretor, Anísio Teixeira, organizou o gabinete de psicologia na Escola Guatemala, posteriormente denominado SOPP - Serviço de Orientação Psicopedagógica (pioneiro em Psicologia Escolar no estado do Rio de Janeiro; centro de referência que recebia estagiários de todo o país). Este trabalho proporcionou-lhe a chance de assumir a coordenação do COJ, ocorrida em 1968. 
Therezinha ainda participou da formação do Conselho Regional de Psicologia e foi eleita a primeira presidente da instituição no período de 1977 a 1979. No ano de 1980 é eleita vice-presidente do Conselho Federal de Psicologia. Aposenta-se em 1983, pelo INEP, e passa a alternar o atendimento clínico em consultório particular e a atividade docente na PUC-RS, onde leciona em curso de especialização.